# Lord-in-waiting
Les seigneurs en attente (femmes: baronnes en attente ) sont des pairs qui exercent des fonctions dans la Maison royale du souverain du Royaume-Uni . 
Il existe deux types de seigneurs-en-attente: nominations politiques par le gouvernement du jour qui servent de whips du gouvernement à la Chambre des lords (les whips supérieurs ont les positions du capitaine du Corps honorable des Gentlemen-armes et le capitaine des Yeomen de la Garde ); et nominations apolitiques par le monarque, comme un honneur pour les courtisans retraités, qui siègent en tant que crossbenchers. 
En tant que membres de la maison royale, leurs tâches sont nominales, bien qu’ils soient parfois tenus de rencontrer des responsables politiques et des chefs d’État en visite au Royaume-Uni. Par exemple, le 23 mai 2011, lorsque Barack Obama s'est rendu au Royaume-Uni en provenance d'Irlande un jour plus tôt que prévu, il a été accueilli par le vicomte Brookeborough, qui l'a accueilli, au nom de la reine. En 2014, le vicomte Hood a accueilli le président irlandais Michael D. Higgins au Royaume-Uni . En 2015, le vicomte Hood a de nouveau accueilli le président chinois Xi Jinping en visite d'État au Royaume-Uni . En tant que représentants politiques, le souverain les nomme sur recommandation du Premier ministre. 
Un certain nombre de seigneurs-en-attente non politiques sont également nommés, ainsi que des seigneurs-en-attente permanents, qui sont généralement des hauts fonctionnaires retraités de la maison royale. Ceux-ci, étant non politiques, sont à la discrétion personnelle du souverain. Par exemple, Lord Janvrin, qui était jusqu'en 2007 secrétaire particulier de la reine, a été installé à la retraite comme pair à vie à la Chambre des lords et est l'un des seigneurs permanents de Sa Majesté. 